# Artéria glútea superior
A artéria glútea superior é um ramo da artéria ilíaca interna. Essa artéria passa acima do músculo piriforme e vai irrigar todos músculos acima deste na região glútea, além de participar em uma anastomose arterial com a artéria circunflexa femoral lateral.
A artéria glútea superior divide-se em dois ramos iniciais: ramo superficial e ramo profundo.

O ramo superficial irriga o músculo glúteo máximo além de emitir variados ramos que vão se anastomosar com a artéria glútea inferior.

O ramo profundo se subdivirá em ramo ascendente e ramo descendente, irrigando todos outros músculos da porção acima do músculo piriforme, como o músculo glúteo médio e o músculo glúteo mínimo.